# Stylodipus sungorus
Stylodipus sungorus és una espècie de mamífer rosegador de la família dels dipòdids. Viu a la Mongòlia i, possiblement, la Xina. Es creu que el període entre dues generacions d'aquest animal és d'entre dos i tres anys. Els seus hàbitats naturals són les estepes i els semideserts. Està amenaçat per les sequeres i l'exhauriment dels recursos hídrics del seu entorn.